# ヒュー・ボイド・ケイシー
ヒュー・ボイド・ケイシー（Hugh Boyd Casey、1925年11月30日 - 1952年1月11日）は、アメリカ合衆国の陸軍軍人である。最終階級は少佐。在韓米軍の基地・キャンプ・ケイシーの名前の由来である。1952年の基地開設の際に命名された。
アメリカ陸軍少将ヒュー・ジョン・ケイシーの息子であり、朝鮮戦争において、第7歩兵連隊で2年間の戦闘を生き延びた後、第3歩兵師団司令官の補佐官として勤務していた際に、飛行機の墜落事故で死亡した。
彼は第二次世界大戦中に陸軍に入隊し、南太平洋戦線のいくつかの戦闘に従軍した。戦後、陸軍の正規将校に任命された。

## 若年期と家族
ケイシーはアラバマ州オーバーンで生まれた。彼の父はヒュー・ジョン・ケイシー陸軍少将で、第二次世界大戦中、ダグラス・マッカーサー陸軍大将の個人参謀として、彼の主席技師として活躍した。ケイシーの妹のパトリシア・アダムス・ケイシーは、1973年に少将として米陸軍を退役したフランク・バトナー・クレイと結婚した。
土木工学を学ぶために1943年9月にレンセラー工科大学に入学したが、1944年初めに陸軍に入隊するために大学を中退した。

## キャリア
第二次世界大戦では、フィリピンのレイテ島の戦いとルソン島の戦いに従軍し、シルバースターを2つ受章した。1945年8月、彼はマニラの第808工兵航空大隊に配属された。
戦後、ケイシーは東京の羽田飛行場（羽田陸軍航空基地）に駐屯していた間、進駐軍の各種工兵プロジェクトに携わっていた。彼は、東京の進駐軍が使用するためのワシントンハイツやグラントハイツの住宅開発に関わった。グラントハイツに引かれていた鉄道路線である啓志線や終着駅の啓志駅の名は、彼（もしくは当時工兵部門トップだった父親）の名前に由来する。
1948年には正規軍に徴用され、フォート・デベンスに駐屯した。1950年には、ニュージャージー州サウスアンボイで発生した弾薬運搬船の爆発事故の後、地雷掃討の専門家グループを率いて地雷の撤去を支援した。

### 朝鮮戦争
朝鮮戦争では、第3歩兵師団第7歩兵連隊G中隊に所属していた。彼は1951年の長津湖の戦いからの撤退作戦でシルバースターを受章し、戦場で大尉に昇進した。大尉になってからは、G中隊の指揮官になった。その後間もなく、第10軍団司令部のウィリストン・B・パーマー少将の上級補佐官を務めた。
1952年1月11日、東豆川付近で陸軍軽飛行機の墜落事故に遭い死亡した。

### 死後
リーダーシップと勇敢さが評価され、死後、殊勲十字章、戦闘歩兵章、朝鮮従軍章、国際連合従軍章を授与された。ケイシーはアーリントン国立墓地に埋葬された。
彼の死後まもなく、韓国の第一軍団予備訓練場は、彼に敬意を表してキャンプ・ケイシーと名付けられた。第3歩兵師団第7歩兵連隊の中で最も優秀な兵士に対して贈られる「ヒュー・B・ケイシー記念賞」が創設された。